# Episodi di Motive (quarta stagione)
La quarta e ultima stagione della serie televisiva Motive è stata trasmessa sul canale canadese CTV dal 22 marzo al 30 agosto 2016.
In Italia, la stagione è andata in onda sul canale pay Premium Crime dal 3 ottobre al 26 dicembre 2016.
| nº | Titolo originale           | Titolo italiano           | Prima TV Canada | Prima TV Italia  |
| -- | -------------------------- | ------------------------- | --------------- | ---------------- |
| 1  | The Vanishing Policeman    | Il poliziotto scomparso   | 22 marzo 2016   | 3 ottobre 2016   |
| 2  | The Dead Name              | Il ricatto                | 29 marzo 2016   | 10 ottobre 2016  |
| 3  | Index Case                 | Miscela tossica           | 5 aprile 2016   | 17 ottobre 2016  |
| 4  | The Score                  | Ex amici                  | 12 aprile 2016  | 24 ottobre 2016  |
| 5  | The Scorpion and the Frog  | Lo scorpione e la rana    | 19 aprile 2016  | 31 ottobre 2016  |
| 6  | Interference               | L'interferenza            | 26 aprile 2016  | 7 novembre 2016  |
| 7  | The Dead Hand              | Innesco manuale           | 5 luglio 2016   | 14 novembre 2016 |
| 8  | Foreign Relations          | Relazioni internazionali  | 12 luglio 2016  | 21 novembre 2016 |
| 9  | Remains To Be Seen         | Il passato ritorna        | 19 luglio 2016  | 28 novembre 2016 |
| 10 | In Plain Sight             | Sotto gli occhi           | 26 luglio 2016  | 5 dicembre 2016  |
| 11 | Natural Selection          | Selezione naturale        | 2 agosto 2016   | 12 dicembre 2016 |
| 12 | Chronology of Pain         | Cronologia di un omicidio | 23 agosto 2016  | 19 dicembre 2016 |
| 13 | We'll Always Have Homicide | L'omicida                 | 30 agosto 2016  | 26 dicembre 2016 |